# Atout 5
Atout 5 est une série télévisée d'animation française en 92 épisodes de 13 minutes, créée par Claire Paoletti et Jérôme Richebon sur une idée originale de Franck Algard, et diffusée à partir du 29 octobre 2007 sur France 5 dans l'émission Midi les Zouzous, puis rediffusée sur Piwi et sur TiJi en 2016, ainsi que sur Disney Channel et Disney Junior.
Au Québec, elle a été diffusée à partir du 12 septembre 2011 sur Télé-Québec,.

## Synopsis
Cette série met en scène le quotidien de trois filles et deux garçons qui ont monté un groupe de musique et suivent une formation qui devrait leur permettre d'accéder au succès. Leur école se situe dans une ancienne gare.

## Distribution
- Valérie de Vulpian : Shanoor
- Danielle Avoiof : Cloé
- Christelle Reboul : Miou
- Céline Ronté : Sam
- Emmanuel Garijo : Mattéo et Marc
- Hervé Rey : Nikolaï (1re voix)
- Sandrine Le Berre : Lucie
- Vincent de Boüard : Pol, Gary Wallace et Nikolaï (2e voix)
- Mark Lesser : Chris
- Maureen Dor : Debby-Rose
- Alexandra Kazan : Samantha
- Alain Fourès : Brian
- Michel Elias : Albert Desrosier et Attila
- Isabelle Guiard : Antonella
- Nathalie Homs : Oscar et voix additionnelles

- Version originale
  - Studio d'enregistrement : HLC Production
  - Direction artistique : Michel Elias[3]

 Source et légende : version française (VF) sur RS Doublage

## Production
- Création des personnages : David Gilson
- Réalisation : Alain Sion
- Direction artistique : Michel Elias
- Story boarder : Roberto Curilli

## Personnages
- Cloé : Âgée de 11 ans et demi. C'est une fille française aux cheveux blonds avec une barrette rouge avec fleur blanche et aux yeux bleus. Elle porte un Tee-shirt blanc avec une cravate rouge et orange, un pantalon bleu avec des fleurs blanches au niveau des genoux et des chaussures rouges. Elle est assez ronde et très gourmande, elle est aussi extrêmement timide quand un garçon lui plaît. Elle est très amie avec Shanoor. Elle chante avec le micro ou joue de la guitare dans les Atout 5. Elle apprendra notamment à jouer du saxophone dans l'épisode Prends ma place. Elle sait également jouer de l'harmonica dans l'épisode École verte.
- Sam : Âgé de 12 ans. C'est un garçon brésilien aux cheveux bruns et aux yeux vert amande. Il porte un Tee-shirt orange avec sa chemise blanche qui dépasse, un jeans bleu foncé et des chaussures jaunes. Il se surestime parfois mais reste un bon ami et déteste particulièrement Marc. Il sera amoureux de Shanoor dans la seconde saison mais n'ose pas lui dire mais lui avouera sous les conseils de Mattéo. Il joue de la batterie dans les Atout 5.
- Miou : Âgée de 10 ans. C'est une fille chinoise aux yeux noisette et aux cheveux noirs avec trois petits chignons reliés par des chouchous verts. Elle porte un t-shirt rose avec un pantalon vert et des chaussures roses et blanches. Elle porte une mitaine violette à la main gauche, un bracelet rouge à la main droite et des boucles d'oreille rouges. C'est la benjamine des cinq, elle est assez sensible et elle est souvent traitée de bébé par Marc et Lucie. Elle affectionne particulièrement le furet Attila et ses peluches. Elle joue du piano ou chante avec le micro dans les Atout 5, on apprend aussi qu'elle sait jouer de la guitare dans l'épisode Racket.
- Shanoor : Âgée de 12 ans. C'est une fille indienne aux cheveux roux foncé et aux yeux violets. Elle porte aussi un bindi rouge au milieu de son front. Elle porte des habits violets avec un Tee-shirt violet clair avec une rayure violet foncé, un pantalon violet foncé et des sandales violet clair. Elle porte aussi des boucles d'oreilles et des bracelets dorés. Sam est amoureux d'elle dans la seconde saison et elle le sera également quand il lui avouera. Elle est très amie avec Cloé. Elle joue de la flûte traversière ou chante avec le micro dans les Atout 5. Elle sait aussi jouer du violon dans l'épisode Le chef  et on apprend également qu'elle sait aussi jouer de la guitare dans l'épisode Un cher concours.
- Mattéo : Âgé de 14 ans. C'est un garçon italien aux cheveux noirs et aux yeux jaunes. Il porte un Tee-shirt rouge, un pantalon vert pomme et des chaussures Marron et blanc. C'est le plus âgé des cinq et il est aussi très sportif. C'est le maître d'Attila le furet qu'il avait au départ baptisé Ginette dans l'épisode La saga d'Attila pensant que c'était une fille. Il est un peu paresseux quand il s'agit d'aller en cours. Il joue de la basse ou de la guitare dans les Atout 5.
- Lucie : Âgée de 11 ans. C'est une fille aux cheveux verts et aux yeux verts. Elle porte un Tee-shirt blanc avec de légères rayures rouges, un pantalon vert et rouge et des chaussures rouges et blanc. C'est une ennemie des cinq qu'elle déteste dès le premier jour. Elle s'allie souvent avec Marc pour leur jouer de mauvais tours. Plusieurs épisodes révèleront qu'elle est amoureuse de ce dernier. Elle chantera temporairement avec les cinq dans l'épisode La voix cassée quand Cloé aura une extinction de voix. Elle et Marc sont les principaux antagonistes de la série.
- Marc : Âgé de 12 ans. C'est un garçon aux cheveux roux et aux yeux gris. Il porte un Tee-shirt gris et rose saumon, un pantalon marron et des chaussures gris et blanc. C'est un ennemi des cinq qu'il déteste particulièrement. Il s'allie souvent avec Lucie pour leur jouer de mauvais tours. Il sait jouer du saxophone. Marc est assez hypocrite et a tenté d'embobiner Shanoor dans l'épisode Amour intéressé pour qu'elle fasse ses devoirs et fera semblant d'être handicapé dans l'épisode Moral d'acier pour manipuler les cinq. Il apprendra notamment à jouer de la guitare dans l'épisode Prends ma place. Lui et Lucie sont les principaux antagonistes de la série.
- Nikolaï : est un garçon aux cheveux blonds et aux yeux bleus. Il porte un Tee-shirt bleu, un pantalon beige et des chaussures bleu et blanc. C'est un bon ami des cinq et il est souvent là quand on a besoin de lui. Il aime bien danser aussi et est surtout ami avec Cloé, Mattéo et Shanoor. Nikolaï est un peu naïf et il viendra même à douter de Shanoor quand Lucie l'accusera de l'avoir frappé avec un ballon de basket dans l'épisode Chantage.
- Amandine : est une fille aux cheveux violet pourpre avec une casquette rose et blanc qu'elle porte à l'envers et aux yeux marron. Elle porte une chemise blanche et rose, un pantalon bleu et des chaussures Rose et Blanc. C'est une grande sportive, elle adore surtout l'équitation et l'escalade. Elle quittera temporairement l'école dans l'épisode Le Malade imaginaire, quand elle se cassera le poignet en sport mais elle reviendra dans les épisodes suivants.
- Louis : est un garçon aux cheveux roux et aux yeux verts. Il porte un Tee-shirt vert et blanc, un pantalon marron et des chaussures marron. Il adore la musique et le basket. Dans l'épisode On n'est pas sourd, il utilise trop son lecteur MP-3 et les cinq disent qu'il risque de devenir sourd. Il oubliera son MP-3 à la fin de l'épisode.
- Marie : est une fille aux cheveux roux foncés et aux yeux bleus. Elle porte un Tee-shirt jaune, un pantalon bleu et des chaussures jaune et blanc. Dans l'épisode Caméléon, après que Shanoor lui ait appris comment bien danser, elle voudra devenir comme elle adoptant même ses vêtements et sa coiffure. À la fin, Shanoor expliquera à Marie que tout le monde est unique et chacun a sa personnalité.
- Julie : est une fille blonde aux yeux bleus avec la peau bronzée. Elle porte un Tee-shirt rose sur une chemise verte, un pantalon bleu et des chaussures blanches. Elle apparaît surtout comme personnage de fond[Quoi ?].
- Lupita : est une fille brune aux yeux noisette portant un Tee-shirt blanc, un pantalon rose vif et rose clair et des chaussuresbleues. Elle a aussi des barrettes roses. Elle apparaît surtout comme personnage de fond[Quoi ?].
- Oscar : est un garçon aux cheveux bruns, aux yeux bleus avec un pansement sur le nez, portant une chemise  bleue, un pantalon marron et des chaussures [bleues. Il apparaît surtout comme personnage de fond[Quoi ?].
- Mélodie : est une fille aux cheveux roux et aux yeux noisette portant un bandeau rose dans les cheveux et ayant la peau mate. Elle porte un pull bleu à rayures jaunes, un pantalon vert et des chaussures bleues ainsi que des boucles d'oreille bleue et or. Elle apparaît surtout comme personnage de fond[Quoi ?].
- Mylène : est une fille aux cheveux bleus coiffés en couettes et aux yeux jaunes. Elle porte un Tee-shirt rose, une salopette rouge, un pantalon bleu et des chaussuresbleues. Elle apparaît surtout comme personnage de fond[Quoi ?].
- Tina : est une fille aux cheveux blonds et aux yeux bleus. Elle porte un chemisier blanc, une jupe grise et des ballerines noires. Elle apparaît surtout comme personnage de fond.
- Laura : est une fille aux cheveux noirs et aux yeux bleus. Elle porte un pull bleu, un pantalon rose et des chaussures bleues. Elle apparaît surtout comme personnage de fond et semble amoureuse de Mattéo.

## Épisodes
Les 52 épisodes de la première saison sont disponibles dans un coffret DVD spécial alors que les 40 épisodes de la deuxième saison n'ont jamais vu le jour dans un coffret DVD pour des raisons inconnues.

### Première saison (2007)
1. Les 5 doigts de la main
2. La saga d'Attila
3. Caméléon
4. Le Malade imaginaire
5. Compositions de chansons
6. Faux-semblants
7. Peau de zèbre
8. Le Trou noir
9. Le Talon d'Achille de Chloë
10. Elle s'en va
11. Changement de look
12. Math à mort
13. La Lettre empoisonnée
14. Fine mouche
15. Les Visiteurs
16. La Danse pour les filles
17. La Fanfare
18. Classe verte
19. École ou musique
20. Joyeux anniversaire
21. Piège sur le net
22. Pépite de ma vie
23. Voie interdite
24. Voler n'est pas jouer
25. Votez Sam
26. Elferia
27. Qui s'y colle
28. Boogie Bongo
29. Journal intime
30. L'intruse
31. État critique
32. Allô la lune
33. Prédiction
34. SOS problème
35. Picpus mon héros
36. Haut voleur
37. Victoire et Attila
38. Star en son royaume
39. Un cadeau inattendu
40. Samantha superstar
41. Voix cassée
42. 11 minutes pour jouer
43. L'autre école
44. La rançon des bonbons
45. Pauvre petit garçon
46. Chantage
47. Rock à roulette
48. Balle au bon
49. Moral d'acier
50. Shanoor superstar
51. Le trésor de la dame brune
52. Casse-cou

### Deuxième saison (2008)
1. Le surgé
2. Amis de cœur
3. La bonne éducation
4. Chacun sa voix
5. Pas de fumée sans feu
6. Maladresse électronique
7. Amour intéressé
8. Bas les masques
9. Attila et Créola
10. Le bout du nez
11. Le chef
12. Bertille et Dracula
13. Suspicion
14. On n'est pas sourd
15. Prends ma place
16. Atout solidarité
17. Hoquet en série
18. Suspens
19. Pauvre de nous
20. La rançon
21. Tatouages
22. Dr Attila et Mr Hide
23. Le clip
24. C'est Noël
25. Un cher concours
26. C'est ta faute
27. Lumière dans la nuit
28. Racket
29. Cœurs croisés
30. Coup de blues
31. Affaire de couleur
32. Richard superstar
33. Le mystérieux admirateur
34. Incompréhension
35. Techno mais pas trop
36. 5 et 1 couffin
37. De A à Z
38. Naissance à la gare
39. École verte
40. Un pas vers l'humanité